# Anisozyga valescens
Anisozyga valescens är en fjärilsart som beskrevs av Louis Beethoven Prout 1931. Anisozyga valescens ingår i släktet Anisozyga och familjen mätare. Inga underarter finns listade i Catalogue of Life.